# Мурат Єніпазар
Мурат Єніпазар (тур. Murat Yenipazar; нар. 1 січня або 23 вересня 1993) — турецький волейболіст, який грає на позиції пасувальника (зв'язуючого) за стамбульський клуб «Фенербахче» і національну збірну Туреччини. Колишній гравець українського клубу «Барком-Кажани» зі Львова (капітан команди)

## Життєпис
Народжений 1 січня або 23 вересня 1993 року.
За час своєї ігрвої кар'єри виступав у турецьких клубах «Істанбул ББСК» (Istanbul BBSK), «Altınordu Izmir», «Adana BYZ Algomed», «Arhavi Spor Kulübü», «Galatasaray HDI Istanbul» (2020— 2022), австрійському «Гіпо Тироль» (Інсбрук).

## Досягнення, відзнаки

### У збірній
- срібний призер першости світу U-23 (2015)[5]

### Індивідуальні
- найкращий пасувальник чемпіонату світу U-21 (2013),
- найкращий пасувальник чемпіонату світу U-23 (2015).